# 佩利肯鎮區 (明尼蘇達州克羅溫縣)
佩利肯鎮區（英語：Pelican Township）是位於美國明尼蘇達州克羅溫縣的一個行政鎮區。

## 地方資料
佩利肯鎮區的面積為50.04平方千米，當中陸地面積為20.68平方千米，而水域面積為29.35平方千米。根據2020年美國人口普查的數據，當地共有人口501人，而人口密度為每平方千米10.01人。